# Hidayet Şefkatli Tuksal
Hidayet Şefkatli Tuksal   (Ankara, 1963) és una escriptora, activista pels drets humans, periodista i feminista islàmica de Turquia. És catedràtica de teologia de la Universitat Mardin Artuklu.

## Biografia
Hidayet Şefkatli Tuksal nasqué en una família musulmana dels Balcans. El 1980 entrà en la facultat de teologia de la Universitat d'Ankara. Hi va rebre un doctorat en teologia islàmica.
El 1994, Hidayet cofundà la Baskent Kadin Platform, per tal de desafiar la base religiosa del sexisme, tot atraient l'atenció cap a la discriminació i injustícia que experimenten les dones religioses en els espais seculars; i en fou presidenta.
Tuksal s'inscrigué en un postgrau en filosofia en la Universitat Tècnica d'Orient Mitjà. La varen atacar per usar vel; abandonà la universitat i obrí una botiga de roba amb les seues germanes i sa mare. Hidayet va treballar més tard com a docent a l'Escola İmam Hatip.
Tuksal es considera feminista religiosa. Ha estudiat textos religiosos i desafiat les idees islamistes que pretenen marginar les dones. Publicà un estudi acadèmic sobre el biaix de gènere en Hadiz el 2001. Va escriure un text que aborda la història del moviment de les dones islamistes a Turquia, que divideix el feminisme turc en feministes islàmiques i seculars.
Va escriure durant dos anys en el diari Star. El 21 de gener del 2011, el primer ministre Erdogan fou criticat en un article titulat Hak sillesiyle uyarıyorum; després d'això, Erdogan expressà el seu malestar pel que assenyalava el periòdic, i Hidayet isqué del periòdic l'11 de febrer: va dir que se n'anava per voluntat pròpia.
El 7 de juny del 2012, Tuksal començà a treballar per al diari Taraf, però hi renuncià, juntament amb d'altres 23 escriptors, el 2 de maig del 2013.